# Paraphotina
Paraphotina är ett släkte av bönsyrsor. Paraphotina ingår i familjen Mantidae.
Kladogram enligt Catalogue of Life:
| Paraphotina | \| \| Paraphotina occidentalis \| \| \| \| \| \| Paraphotina reticulata \| \| \| \| |
|             | \| \| Paraphotina occidentalis \| \| \| \| \| \| Paraphotina reticulata \| \| \| \| |
|             | Paraphotina occidentalis                                                            |
|             |                                                                                     |
|             | Paraphotina reticulata                                                              |
|             |                                                                                     |